# Levallois-Perret
Levallois-Perret település Franciaországban, Hauts-de-Seine megyében. Lakosainak száma 68 412 fő (2022. január 1.). Levallois-Perret Clichy, Párizs, Neuilly-sur-Seine, Courbevoie és Asnières-sur-Seine községekkel határos.

## Népesség
A település népességének változása:
| Lakosok száma | 65 264 | 64 195 | 64 028 | 64 379 | 65 817 | 66 082 | 67 258 | 68 009 | 68 412 |
|               | 2013   | 2015   | 2016   | 2017   | 2018   | 2019   | 2020   | 2021   | 2022   |